# Marianne Brandt
Marianne Brandt (1 d'octubre de 1893 - 18 de juny de 1983), nascuda Marianne Liebe, fou una pintora, escultora, fotògrafa i dissenyadora alemanya que va estudiar a l'escola Bauhaus i el 1928 es va convertir en cap del taller de metall. Avui, els dissenys de Brandt per a objectes domèstics com llums, cendrers i teteres són considerats els precedents del disseny industrial modern.

## Biografia
Brandt va néixer a Chemnitz com Marianne Liebe. El 1919 es va casar amb el pintor noruec Erik Brandt, amb qui va viatjar a Noruega i França. Es va formar com a pintora abans d'ingressar a la Weimar Bauhaus el 1923. Allí es va convertir en estudiant del teòric modernista hongarès i dissenyador László Moholy-Nagy al taller de metall. Va arribar ràpidament a la posició d'assistent de taller i va succeir Moholy com a director del taller el 1928, lloc que va ocupar durant un any, i va negociar alguns dels contractes més importants de Bauhaus per col·laborar amb la indústria. Aquests contractes per a la producció de llums i altres dissenys del taller de metall eren un rar exemple d'un dels tallers que ajudaven a finançar l'escola. El 1929, després de deixar la Bauhaus per anar a Berlín, Brandt va treballar per a Walter Gropius en el seu estudi de Berlín. Posteriorment, es va convertir en la cap del disseny de metall a la firma Ruppel a Gotha, on va romandre fins al 1932 quan va perdre la feina enmig de la depressió financera en curs.
Durant el període de nacionalsocialisme a Alemanya, Brandt va intentar trobar feina fora del país, però les responsabilitats familiars la van retornar cap a Chemnitz. No va poder trobar feina constant durant tot el període del Tercer Reich. El 1939 es va convertir en un membre de la Reichskulturkammer, l'organització oficial d'artistes nazis, per tal d'obtenir alguns subministraments artístics que, d'altra banda, havien estat prohibits. Tanmateix, Brandt mai va ser membre del Partit Nacional Socialista. Es va divorciar oficialment d'Erik Brandt el 1935, després de molts anys de viure separats.
De 1949 a 1951, Brandt va ser professora de l'Acadèmia de Belles Arts de Dresden al departament de fusta i metall, i de 1951 a 1954 va treballar a l'Acadèmia d'Art Aplicada de Berlín.
Brandt va morir a Kirchberg, Saxònia, a l'edat de 89 anys. Mentre que la Bauhaus era generalment presentada com a "decadent" durant gran part del període de la RDA, al final de la seva vida, Brandt tenia un grup fidel d'estudiants dels seus anys com a professora de disseny

## Educació

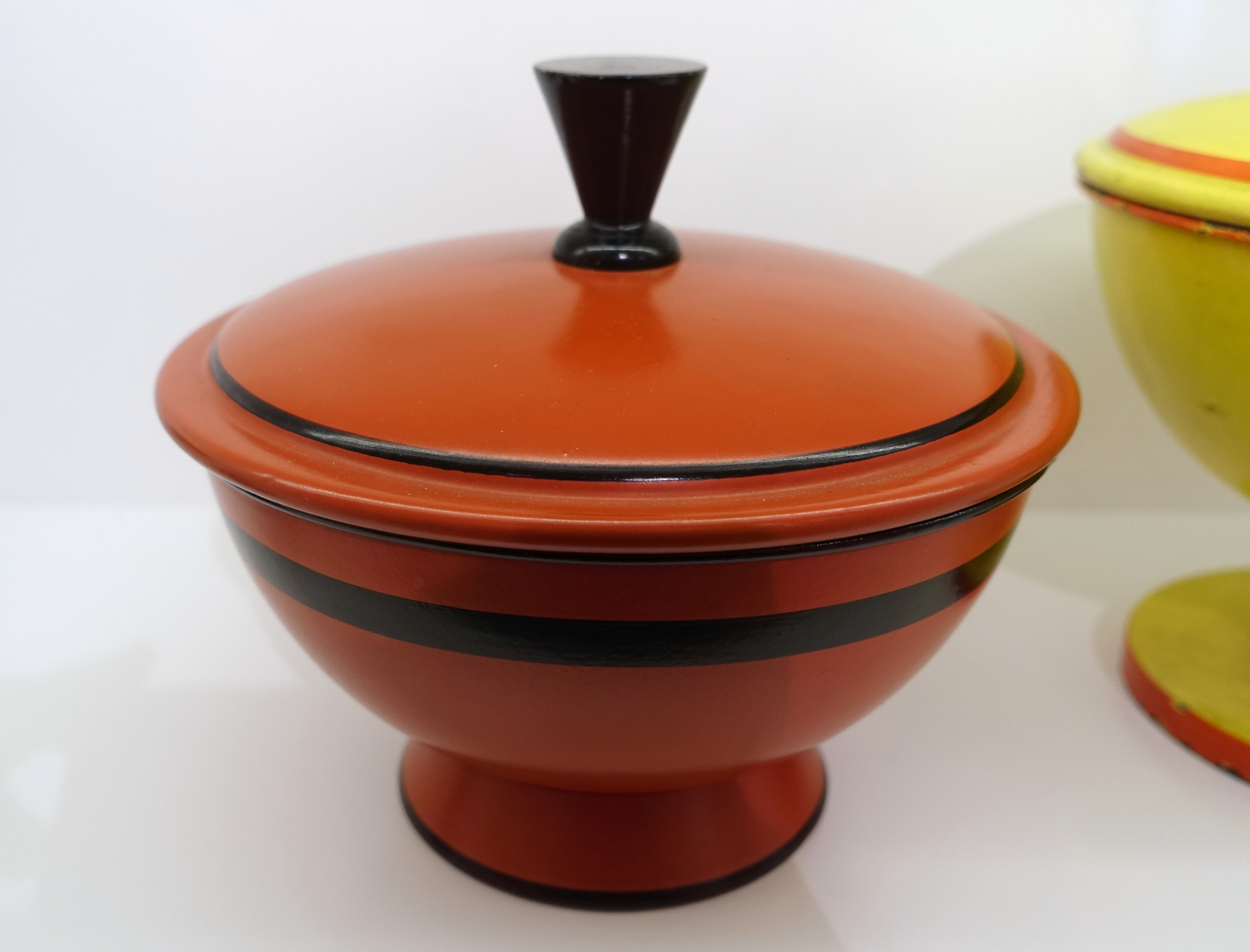
Treball de Marianne Brandt fet a la Metallwarenfabrik Ruppel, Gotha, Alemanya, 1930, amb planxa lacada. Exposat al Museu für Angewandte Kunst Köln - Colònia, Alemanya.

Marianne Brandt va estudiar pintura i escultura a l'Acadèmia de Belles Arts de Saxònia Grand-Ducal de Weimar, de 1911 a 1917. Després, de 1923 a 1928, va estudiar a la Bauhaus de Weimar i Dessau. Va estudiar pintura amb els artistes Fritz Mackensen i Robert Weise abans d'estudiar escultura amb Robert Engelmann. El 1920 va fer una gira d'estudis durant tot l'any amb visites a París i al sud de França. També va fer cursos impartits per Paul Klee i Wassily Kandinsky. Ella i Max Sinowjewitsch Krajewski van dissenyar els accessoris de llum per a l'edifici Bauhaus de Dessau des de 1925 a 1926. A partir de 1927 va treballar com a assistent en el taller de metall a Bauhaus i després, el 1928, va ocupar el càrrec de cap de taller.

## Treball

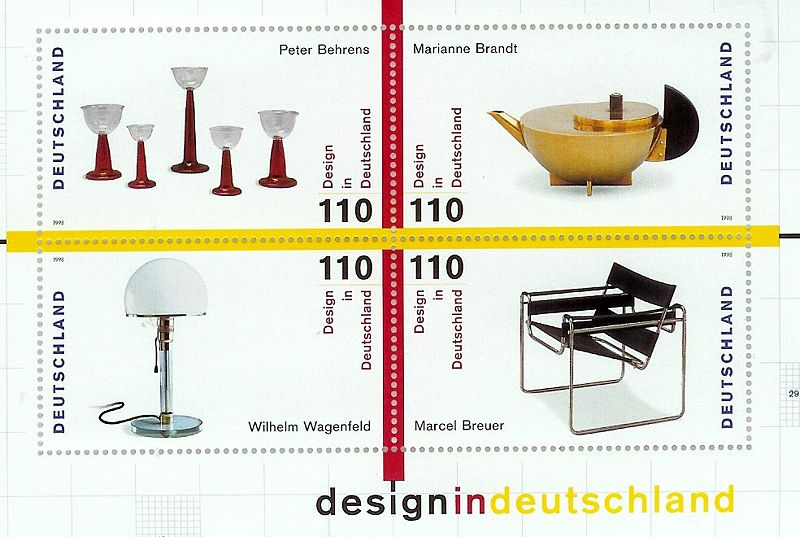
Segells de correus alemanys commemoratius dels dissenys de la Bauhaus, a dalt a la dreta la tetera de Marianne Brandt

Els dissenys de Brandt per a cendrers de metall, serveis de te i cafè, llums i altres objectes de la llar ara es reconeixen entre els millors de Weimar i Dessau Bauhaus. A més, es trobaven entre els pocs dissenys de Bauhaus que es produïen en massa durant el període d'entreguerres, i alguns d'ells estan disponibles actualment com a reproduccions. En una subhasta al desembre de 2007, una de les seves teteres, el Model No. MT49, es va vendre per un rècord de 361,000 dòlars.
A partir de 1926, Brandt també va produir un conjunt de treballs de fotomuntatge, tot i que pocs es van conèixer públicament fins als anys 70, després d'haver abandonat l'estil Bauhaus i mentre vivia a l'Alemanya Oriental comunista. Els fotomuntatges van arribar a l'atenció del públic després que l'historiador de Bauhaus Eckhard Neumann va sol·licitar els primers experiments, estimulat per l'interès creixent en l'experiència modernista a Occident. Aquests fotomuntatges solen centrar-se en la situació complexa de les dones en el període d'entreguerres, un moment en què gaudien de noves llibertats en el treball, la moda i la sexualitat, però que sovint suportaven els prejudicis tradicionals. Els fotomuntatges de Brandt van ser objecte de l'exposició itinerant titulada "Tempo, Tempo! The Bauhaus Photomontages of Marianne Brandt", organitzada per Elizabeth Otto, que va aparèixer a l'Arxiu Bauhaus de Berlín, el Museu Busch-Reisinger de Harvard i el Centre Internacional de Fotografia en Nova York del 2005 al 2006. El catàleg d'Otto amb el mateix nom explora aquestes obres i la vida de Brandt.
Brandt també es recorda com una fotògrafa pionera. Va crear composicions experimentals de bodegó, però és la seva sèrie d'autoretrats que són particularment sorprenents. Sovint la representen com una nova dona forta i independent de la Bauhaus; altres exemples mostren la seva cara i el cos distorsionats a través de les superfícies corbes i reflectides de boles de metall, creant una imatge mesclada de si mateixa i el seu mitjà primari a la Bauhaus.

## Premi Internacional Marianne Brandt
El Premi Internacional Marianne Brandt, fundat el 2001 i organitzat per la Fundació Cultural de l'Estat Lliure de Saxònia i la ciutat de Chemnitz, es concedeix cada tres anys amb el lema «La poesia del funcional».
El certamen escull una seixantena de contribucions, a mig camí del disseny i l'art, que queden exposades a la Industriemuseum Chemnitz durant dos mesos, al final dels quals s'atorga el premi Marianne Brandt per valor de 5.000 €, en les categories de disseny, fotografia i art. La convocatòria del certamen es completa amb un programa de conferències, xerrades i tallers.